# Get Right With Me
Get Right With Me (en español, Ponte bien conmigo) es una canción del grupo inglés de música electrónica Depeche Mode compuesta por Martin Gore, publicada en el álbum Songs of Faith and Devotion de 1993.

## Descripción
Junto con Condemnation del mismo álbum son las funciones más comprometidas con un sonido meramente gospel, basado éste en un canto de alabanza, de alegría y de oración religiosa, pero sobre todo la vocalización coral puesta por las cantantes Bazil Meade, Hildia Campbell y Samantha Smith, que grabaron con DM el tema.
Pero no sólo el conjunto de sus elementos le dan una cualidad gospel sino su letra, una de las más optimistas y desenfadadas de Martin Gore, Get Right With Me se traduce como “Pásala bien conmigo”, contra la costumbre del compositor de canciones tristonas y llenas de melancolía, con lo cual se iniciaba de algún modo una nueva vertiente lírica más o menos evidente en discos posteriores que han contenido algunas canciones más alegres y encomiásticas.
La musicalización está conducida por una base electrónica complementada por una percusión reprocesada sintéticamente así como la guitarra eléctrica igualmente trastocada por los elementos artificiales, lo cual le da una muy peculiar sonoridad, y sobre todo el canto gospel como en ninguno más del álbum, es de hecho prácticamente el tema más gospel de toda la colección. La letra está cantada por David Gahan sin segunda voz de Gore, por el contrario las coristas Bazil Meade, Hildia Campbell y Samantha Smith, que participaron en la grabación del álbum hicieron el acompañamiento meramente gospel al cantante; además las dos últimas participaron con el grupo en la gira del álbum.
Aun con ello, Get Right With Me tiene más la forma de un lado B, especialmente debido a su musicalización y la letra sin complicación alguna, además de que fuera la canción del álbum a la que menos apostara el grupo para su promoción, ya que desde entonces se integró sólo en la primera gira del álbum, no así en su extensión 1994.
En realidad Get Right With Me es además el tema más corto del álbum, dura 2:53 minutos de los 3:53 con los que aparece, pues, como curiosidad, en la pista donde se encuentra grabado, el último minuto de duración lo ocupa el llamado simplemente Interlude #4, un instrumental sin crédito en el álbum el cual es la única colaboración del músico Brian Eno con DM, quien lo produjera sobre una base del característico teclado de Alan Wilder siempre en notación grave complementando con una minimalista base electrónica. Ésta es prácticamente la función instrumental más conocida de DM.

## En directo
Get Right With Me estuvo presente solo durante el Devotional Tour de ese mismo año, en el que no se tocó en todas las fechas sino como tema opcional, mientras para la extensión Exotic Tour no fue reincorporado. En su versión en conciertos se interpretaba tal como aparece en el álbum.
Por otro lado, el Interlude #4: My Kingdom Comes desde el Devotional Tour sería integrado en conciertos como preámbulo al tema I Feel You del mismo álbum, lo cual llevó a su casi permanencia en las presentaciones en directo de DM muy a diferencia de todos sus otros interludios e instrumentales.
- Datos: Q5879129